# Bill Sherwood
William Charles Patrick Sherwood, més conegut com a Bill Sherwood (14 de juny de 1952 - 10 de febrer de 1990) va ser un músic, guionista i director de cinema estatunidenc.
Sherwood va néixer a Washington, D.C. i va créixer a Battle Creek, Michigan. Violinista talentós, va assistir al National Music Camp i es va graduar a l'Interlochen Arts Academy de Michigan el 1970, on es va especialitzar en composició. Després es va traslladar a la ciutat de Nova York, on va ser estudiant de composició d'Elliott Carter a The Juilliard School. Desanimat pel seu progrés i fascinat pels trastorns culturals i socials que passaven a Nova York en aquell moment, va deixar els seus estudis de composició i finalment es va matricular a l'Hunter College. Es va especialitzar en producció cinematogràfica i va fer diversos curtmetratges durant els propers deu anys.
Va tenir una prometedora carrera com a cineasta, però va morir a Nova York per complicacions de la sida. És conegut sobretot per la seva pel·lícula de 1986 Parting Glances, feta per 310.000 dòlars, una comèdia romàntica agredolça que abasta un període de 24 hores a la comunitat gai de Nova York. Va escriure mitja dotzena de guions i va completar tres curtmetratges durant els sis anys anteriors a Parting Glances, i va escriure guions addicionals durant els quatre anys posteriors. Aquests guions addicionals mai es van produir.

## Filmografia
- Parting Glances (1986) - Director/Editor/Guionista